# Abarema racemiflora
Abarema racemiflora és una espècie de llegum del gènere Abarema de la família Fabaceae. És endèmica de les zones de Turrialba i Ciutat Quesada (Costa Rica).